# It Snows in Benidorm
It Snows in Benidorm  is een Spaanse film uit 2020, geregisseerd door Isabel Coixet.

## Verhaal
Peter heeft zijn hele leven bij een bank in Manchester gewerkt. Als hij vervroegd met pensioen gaat, besluit hij zijn broer in Benidorm te bezoeken. Als hij aankomt ontdekt hij dat zijn broer is verdwenen.

## Rolverdeling
| Acteur             | Personage       |
| ------------------ | --------------- |
| Timothy Spall      | Peter Riordan   |
| Sarita Choudhury   | Alex            |
| Ana Torrent        | Lucy            |
| Édgar Vittorino    | León            |
| Carmen Machi       | Policía / Marta |
| Pedro Casablanc    | Campos          |
| Leonardo Ortizgris | Walder          |

## Productie
In februari 2019 werd aangekondigd dat Isabel Coixet de film zou schrijven en regisseren, en dat de broers Pedro en Agustín Almodóvar de film produceren vanuit hun productiebedrijf El deseo.
In januari 2020 voegden Timothy Spall, Sarita Choudhury, Pedro Casablanc, Carmen Machi en Ana Torrent zich bij de cast van de film.
De opnamen begonnen in januari 2020.

## Release
De film ging op 24 oktober 2020 in wereldpremière op het Internationaal Filmfestival van Valladolid.